# Joseph Dommers Vehling
Joseph Dommers Vehling (Dülken, Észak-Rajna-Vesztfália, 1879. augusztus 9. – Chicago, Illinois, 1950. szeptember 20.) német származású amerikai szakács, író, fordító és gyűjtő volt. Számos publikációja foglalkozik az ókor és a reneszánsz szakácsművészetével , ezért a főzés történeti kutatásának megalapozójaként tartják számon.

## Élete
Joseph Dommers Vehling Észak-Rajna-Vesztfália Dülken kisvárosában született és az ottani gimnázium diákja volt. Szülei azonban 14 éves korában kivették az iskolából és szakácsnak küldték tanulni. Ezt követően Belgiumban, Franciaországban, Angliában és Skandináviában képezte magát tovább és olaszországi könyvtárakat és múzeumokat bújt ókori receptek után kutatva. 24 éves korában már assistent manager[1] volt a bécsi Hotel Bristolban.[2] 1904-ben az Amerikai Egyesült Államokba emigrált és 1910-ben feleségül vette Johanna Ostendorfot.
Dommers Vehling New Yorkban megalapította az International Hotel Workers Union-t; a szakszervezet újságjában, az International Hotel Work-ben meghirdetett egy programot, hogy ezt a nagyszerű és sokoldalú hivatást a nyilvános elismertség színvonalára emelje („diesen großartigen und vielseitigen Beruf auf das Niveau einer öffentlichen Anerkennung zu heben“). Több hotelben dolgozott, többek között Milwaukeeban és New Yorkban. Az első világháború kitörése után elhagyta New Yorkot.

## Írói tevékenysége
Dommers Vehling első könyvei aforizmákat, dalokat, verseket tartalmaztak. Egy 1934-ben megjelent memorandumban Niedergang des Deutschtums in Amerika (A németség hanyatlása Amerikában) az ügyetlen német kultúrpolitikát kritizálta illetve arra emlékeztetett, hogy a németek is kivették részüket amerika történelméből. 1923-ban tanulmányt írt szállodáknak és éttermeknek Nahrungsmittelkostenerfassung und -Kontrollen (Élelmiszerár-regisztrálás és -ellenőrzés) címmel.
A Hotel Bulletin and the Nation’s Chefs. című lap felelős kiadója is volt ill. ezzel párhuzamosan hosszú évekig dolgozott De re coquinaria, a világ legrégebbi szakácskönyvének a fordításán, amelynek az ókori római ínyenc Marcus Gavius Apicius volt a szerzője. Művét végül 1936-ban adta ki Cookery and Dining in Imperial Rome címmel. Ezt a mai napig újra és újra megjelentetik, legutóbb 2009-ben. A teljes kiadás a Gutenberg-Projekt honlapján is megtekinthető. Lásd További információk.

## A szakácsművészet történésze
Szakácskönyvekből álló gyűjteménye az évtizedek során szépen gyarapodott. Dommers Vehling a szakácsművészetet az ókortól kezdve vizsgálta, a témában tanulmányai jelentek meg. Már 1927-ben megszerezte egy olasz könyvkeresekedőtől Martino de Como Liber de arte coquinaria eredeti kéziratát. Martino de Como az aquileiai pátriárka főszakácsa volt. Vehling felfedezte, hogy ez az a Martino volt, akit Berolomeo Platina saját szakácskönyvében De honesta valuptate et valitudine forrásként megadott. Erről Vehling főművében “Platina and the Rebirth of Man” (1941) írt.
Dommers Vehling a Cornell Universityn tartott előadásokat a reneszánsz és az ókor szakácsművészetéről, táplálkozási szokásairól. Erre az egyetemre hagyományozta négyszáz kötetből álló gyűjteményét, olyan eredeti kéziratokkal mint az 1491-es „On Right Pleasure and Good Health“.

## Munkái
- Aus Hohlwegen und stillen Höhn. Bonsels, München, 1910
- Das Vermächtnis des Einsamen. Apercus. Didion, New York, 1913
- Singender Sand. Schicksalslieder. Didion, New York, 1914
- Food cost finding and controls. Food Research Bureau, Chicago, 1923
- Martino and Platina. Exponents of Renaissance Cookery. In: Hotel Bulletin and the Nation’s Chef. Oktober 1932
- Niedergang des Deutschtums in Amerika. Gutenberg Publishing, 1934
- Apicius. Cookery and Dining in Ancient Rome. (Ebben az esetben mint fordítáó). Hill, Chicago 1936 (1977-es kiadása: Apicius. Cookery and Dining in Imperial Rome. Dover Publications Inc., New York, 1977, ISBN 0-486-23563-7)
- Platina and the Rebirth of Man. Hill, Chicago, 1941
- America's Table. Hostaids, Chicago, 1950